# Змія будинкова
Змія будинкова (Boaedon) — рід неотруйних змій з родини Lamprophiidae. Має 21 вид. Раніше поєднували з родом африканських будинкових змій, з якими вони дуже схожі. Лише у 2010 році були виділені в окремий рід.

## Опис
Загальна довжина представників цього роду коливається від 60 см до 1,2 м. Спостерігається статевий диморфізм — самиці більші за самців. Голова вузька з округлими очима помірного розміру, тулуб видовжений, товстий з гладенькою лускою. Забарвлення коричневе, чорне, з помаранчевим або зеленим відтінком. Черево рожево-біле.

## Спосіб життя
Полюбляють напівпустелі, луки, чагарникову рослинність. Активні вночі. Харчуються ящірками, гризунами, іноді птахами.
Це яйцекладні змії. Самиці відкладають до 15 яєць.

## Розповсюдження
Мешкають в Африці та на Аравійському півострові.

## Види
- Boaedon angolensis Bocage, 1895
- Boaedon bedriagae Boulenger, 1905[1]
- Boaedon bocagei Hallermann, Ceríaco, Schmitz, Ernst, Conradie, Verburgt, Marques, & Bauer, 2020
- Boaedon branchi Hallermann, Ceríaco, Schmitz, Ernst, Conradie, Verburgt, Marques, & Bauer, 2020
- Boaedon capensis Duméril & Bibron, 1854
- Boaedon fradei Hallermann, Ceríaco, Schmitz, Ernst, Conradie, Verburgt, Marques, & Bauer, 2020
- Boaedon fuliginosus (Boie, 1827)
- Boaedon geometricus (Schlegel, 1837)
- Boaedon lineatus Duméril & Bibron, 1854
- Boaedon littoralis Trape & Mediannikov, 2016
- Boaedon longilineatus Trape & Mediannikov, 2016
- Boaedon maculatus (Parker, 1932)
- Boaedon mendesi Ceríaco, Arellano, Jadin, Marques, Parrinha & Hallermann, 2021[1]
- Boaedon mentalis (Günther, 1888)
- Boaedon paralineatus Trape & Mediannikov, 2016
- Boaedon perisilvestris Trape & Mediannikov, 2016
- Boaedon radfordi Greenbaum, Portillo, Jackson, & Kusamba, 2015
- Boaedon subflavus Trape & Mediannikov, 2016
- Boaedon upembae (Laurent, 1954)
- Boaedon variegatus Bocage, 1867
- Boaedon virgatus (Hallowell, 1854)